# Oakwood, Cuyahoga County, Ohio
Oakwood är en ort i Cuyahoga County i delstaten Ohio, USA.